# Kullamaa (obec)
Obec Kullamaa (estonsky Kullamaa vald) je bývalá samosprávná obec náležející do estonského kraje Läänemaa. V roce 2017 byla začleněna do obce Lääne-Nigula.

## Obyvatelstvo
Na území zrušené obce Kullamaa žije necelého půldruhého tisíce obyvatel ve čtrnácti vesnicích Jõgisoo, Kalju, Kastja, Koluvere, Kullamaa, Kullametsa, Leila, Lemmikküla, Liivi, Mõrdu, Päri, Silla, Ubasalu a Üdruma. Správním centrem obce byla vesnice Kullamaa, podle níž byla obec pojmenována.